# Jytte Abildstrøm
Jytte Laila Zabell Abildstrøm Mygind (født 25. marts 1934 i København, død 2. januar 2025 på Sankt Lukas Hospice) var en dansk skuespillerinde og teaterleder. Hun blev teaterdirektør for Riddersalen i 1970.
Jytte Abildstrøm spillede i starten af sin karriere med i mange revyer, bl.a. Cirkusrevyen. Sidenhen lavede hun børneteater, specielt dukketeater. Senere medvirkede hun også i crazyprogrammerne om Tyllefyllebølleby banegård. Hun spillede moderen (Norma) i børneserien Sonja fra Saxogade. Senere medvirkede hun i filmen Flyvende farmor.

## Privat
Abildstrøm var datter af varemægler Harry Abildstrøm (1904-2002) og hustru „Kylle“ Marguerithe Betsy Malany Esther født Andersen (1905-1995). Jytte Abildstrøms mellemnavn Zabell stammer fra hendes farfader, som var tysk jøde – og familien levede under besættelsen i frygt for, at tyskerne skulle opdage deres etniske jødiske afstamning.
Hun blev i 1961 gift med Søren Mygind, med hvem hun fik sønnerne Lars Mygind og Peter Mygind, som i dag også er skuespiller.
Hun er meget konsekvent i sine holdninger til økologi. Hendes kolonihavehus har solfanger og komposttoilet. I forbindelse med Riddersalen har hun opbygget byøkologisk forum, som arbejder med formidling og forskning angående økologi.
Jytte Abildstrøm er begravet på Frederiksberg Ældre Kirkegård.

## Hædersbevisninger
- 1976 PH-prisen[2]
- 1980 LO's kulturpris[2]
- 1982 Niels Matthiasens Mindelegat.
- 1990 Ridder af Dannebrog[5]
- 1994 Danmarks Teaterforeningers Børne-Ungdomsteaterpris
- 1995 den livsvarige ydelse fra Statens Kunstfond[2]
- 2010 Bikubens Hæderspris ved Årets Reumert-uddelingen.[6]
- 2024 Teaterflisen[8]

## Eftermæle
Hun medvirkede den 12. januar 2025 i post mortem udsendelsen Det sidste ord på TV 2. Her overraskede hun Mikael Bertelsen flere gange med sine betragtninger over livsholdninger.

## Film og TV
- Vi som går stjernevejen (1956)
- Helle for Helene (1959)
- Poeten og Lillemor (1959)
- De sjove år (1959)
- Forelsket i København (1960)
- Soldaterkammerater på efterårsmanøvre (1961)
- Fem mand og Rosa (1964)
- Sommer i Tyrol (1964)
- Don Olsen kommer til byen (1964)
- Sytten (1965)
- Hold da helt ferie (1965)
- Soyas tagsten (1966)
- Min søsters børn (1966)
- Thomas er fredløs (1967)
- Mig og min lillebror (1967)
- Cirkusrevyen (1967) (1967)
- Far laver sovsen (1967)
- Kameldamen (1969)
- Svend, Knud og Valdemar (1969)
- Revolutionen i vandkanten (1971)
- Den forsvundne fuldmægtig (1971)
- Bennys badekar (1971)
- Mor, jeg har patienter (1972)
- Manden der holdt op med at ryge (1972)
- Tyllefyllebølleby Banegård (1972-1973)
- Mafiaen, det er osse mig (1974)
- Prins Piwi (1974)
- Felix (1982)
- Hannibal og Jerry (1997)
- Dykkerne (2000)
- Flyvende farmor (2001)
- Der var engang en dreng (2006)
- Julestjerner (2012)